# ويستكليف (كولورادو)
ويستكليف (بالإنجليزية: Westcliffe, Colorado)‏ هي بلدة تقع في مقاطعة كستر، كولورادو - مقر المقاطعة بولاية كولورادو في الولايات المتحدة. تبلغ مساحتها 2.9 (كم²)، وترتفع عن سطح البحر 2398 م، بلغ عدد سكانها 417 نسمة في عام 2000 حسب إحصاء مكتب تعداد الولايات المتحدة وتصل الكثافة السكانية فيها 143.8 نسمة/كم2.

## أعلام
- يوليوس فاغنر

## وصلات خارجية
- Town of Westcliffe
- The US50 - Cities and Towns in Colorado State
- Colorado Cities and Towns, Facts, Map, Flag, Colleges, Government, and More